# 福本潔
福本 潔（ふくもと きよし、1958年5月8日 - ）は、日本の男性アニメーション演出家、アニメ監督。大阪府岸和田市出身。血液型はAB型。

## 略歴
アニメーション制作会社の土田プロダクションにて『まんが日本史』などの演出を手掛け、同プロダクションを退社後はフリーの演出家として活動している。ただし、スタジオエルの所属スタッフ欄にゲスト演出として名前がある。

## 参加作品

### テレビアニメ
- まんが日本史（1983年 - 1984年、演出）
- らんぽう（1984年、絵コンテ）
- 桃太郎伝説 PEACHBOY LEGEND（1989年 - 1990年、チーフディレクター・演出）
- PEACH COMMAND 新桃太郎伝説（1990年 - 1991年、チーフディレクター）
- 3丁目のタマ うちのタマ知りませんか?（1994年、演出）
- 天地無用!（1994年、絵コンテ、演出）
- 飛べ!イサミ（1995年 - 1996年、絵コンテ・演出）
- ぼのぼの（1995年、絵コンテ・演出）
- 忍たま乱太郎（1995年 - 1996年、絵コンテ・演出）
- B'T-X（1996年、絵コンテ・演出）
- YAT安心!宇宙旅行（1996年、絵コンテ）
- こちら葛飾区亀有公園前派出所（1996年、絵コンテ・演出）
- 逮捕しちゃうぞ（1996年、絵コンテ）
- 新・天地無用!（1997年、絵コンテ、演出）
- 超魔神英雄伝ワタル（1997年 - 1998年、監督補佐・演出）
- ポケットモンスター（1998年 - 2001年、演出）
- グランダー武蔵RV（1998年、絵コンテ・演出）
- 十兵衛ちゃん -ラブリー眼帯の秘密-（1999年、演出）
- Blue Gender（1999年、絵コンテ・演出）
- サイボーグクロちゃん（1999年、絵コンテ・演出）
- DINOZAURS : THE SERIES（2000年、監督）
- Z.O.E Dolores, i（2001年、演出）
- The Soul Taker 〜魂狩〜（2001年、演出）
- 爆闘宣言ダイガンダー（2002年、演出）
- ギャラクシーエンジェルZ（2002年、絵コンテ）
- 満月をさがして（2002年、絵コンテ）
- 朝霧の巫女（2002年、絵コンテ・演出）
- スパイラル －推理の絆－（2002年 - 2003年、絵コンテ・演出）
- 犬夜叉（2002年 - 2004年、絵コンテ・演出）
- 出撃!マシンロボレスキュー（2003年、絵コンテ・演出）
- D.C. 〜ダ・カーポ〜 サイドエピソード（2003年、演出）
- 焼きたて!!ジャぱん（2004年 - 2006年、絵コンテ・演出）
- DearS（2004年、絵コンテ・演出）
- 神無月の巫女（2004年、演出）
- 流星戦隊ムスメット（2004年、演出）
- げんしけん（2004年、演出）
- 鉄人28号（2004年、絵コンテ・演出）
- To Heart 〜Remember my Memories〜（2004年、演出）
- 舞-HiME（2004年 - 2005年、演出）
- ケロロ軍曹（2004年 - 2011年、絵コンテ・演出）
- ギャラリーフェイク（2005年、演出）
- ぺとぺとさん（2005年、演出）
- ゾイドフューザーズ（2005年、演出）
- ゾイドジェネシス（2005年、絵コンテ・演出）
- IZUMO -猛き剣の閃記-（2005年、絵コンテ・演出）
- パタリロ西遊記!（2005年、演出）
- 舞-乙HiME（2005年、演出）
- マジカノ（2006年、絵コンテ）
- ワンワンセレプー それゆけ!徹之進（2006年、監督・絵コンテ・演出）
- はぴねす!（2006年、演出）
- レ・ミゼラブル 少女コゼット（2007年、演出）
- PRISM ARK（2007年、演出）
- おねがいマイメロディ 〜くるくるシャッフル!〜（2007年、演出）
- おねがい♪マイメロディ きららっ★（2008年 - 2009年、チーフディレクター・演出）
- ジュエルペット（2009年 - 2010年、絵コンテ・演出）
- 空中ブランコ（2009年、演出）
- ひめチェン!おとぎちっくアイドル リルぷりっ（2010年、演出）
- 屍鬼（2010年、演出）
- セキレイ〜Pure Engagement〜（2010年、絵コンテ・演出）
- 爆丸バトルブローラーズ ニューヴェストロイア（2010年、演出）
- バクマン。（2011年、演出）
- 爆丸バトルブローラーズ ガンダリアンインベーダーズ（2011年、演出）
- ゆるゆり（2011年、演出）
- ダンボール戦機（2011年、演出）
- ダンボール戦機W（2012年、演出）
- ギルティクラウン（2012年、演出）
- だから僕は、Hができない。（2012年、演出）
- ゆるゆり♪♪（2012年、演出）
- カードファイト!! ヴァンガード アジアサーキット編（2012年 - 2013年、演出）
- 超速変形ジャイロゼッター（2012年、演出）
- NARUTO -ナルト- SD ロック・リーの青春フルパワー忍伝（2012年、演出）
- GJ部（2013年、演出）
- 琴浦さん（2013年、演出）
- カードファイト!! ヴァンガード リンクジョーカー編（2013年 - 2014年、演出）
- 進撃の巨人（2013年、演出）
- ドラえもん（2013年、絵コンテ・演出）
- ダンボール戦機WARS（2013年、演出）
- 恋愛ラボ（2013年、演出）
- 弱虫ペダル（2014年、演出）
- カードファイト!! ヴァンガード レギオンメイト編（2014年、演出）
- さばげぶっ!（2014年、演出）
- カードファイト!! ヴァンガードG （2014年、絵コンテ）
- 干物妹!うまるちゃん（2015年、演出）
- Dance with Devils（2015年、演出）

### 劇場アニメ
- カウボーイビバップ 天国の扉（2001年、演出助手）

### OVA
- ドラゴンズヘブン（1988年、演出）
- 竜世紀（1988年、監督、絵コンテ）
- ジャングルDEいこう!（1997年、演出）
- 真ゲッターロボ 世界最後の日（1998年、演出）